# Szjarhej Uladzimiravics Barovszki
Szjarhej Uladzimiravics Barovszki (fehéroroszul: Сяргей Уладзіміравіч Бароўскі, oroszul: Серге́й Владимирович Боровский; Minszk, 1956. január 29. –) fehérorosz labdarúgóedző, korábban szovjet válogatott labdarúgó.

## Pályafutása

### Klubcsapatban
Pályafutása során egyetlen klubban, a Dinama Minszkben játszott. 1973 és 1987 között 400 mérkőzésen lépett pályára és 8 alkalommal volt eredményes. 1982-ben szovjet bajnoki címet szerzett csapatával.

### A válogatottban
1981 és 1985 között 21 alkalommal szerepelt a szovjet válogatottban. Részt vett az 1982-es világbajnokságon.

### Edzőként
A fehérorosz válogatottat szövetségi kapitányként irányította 1994 és 1996, illetve 1999 és 2000 között. 

## Sikerei, díjai

### Játékosként
Dinama Minszk
- Szovjet bajnok (1): 1982

### Edzőként
Maladzecsna
- Fehérorosz bajnok (1): 1991

Sheriff Tiraspol
- Moldáv kupa (1): 1998–99

FBK Kaunas
- Litván bajnok (1): 2003

Sahcjor Szalihorszk
- Fehérorosz kupa (1): 2013–14

## Külső hivatkozások
- Szjarhej Uladzimiravics Barovszki – a FIFA adatbázisában
- Szjarhej Barovszki adatlapja a National-Football-Teams.com oldalon (angolul)

- Szjarhej Barovszki. eu-football.info
- Szjarhej Barovszki (orosz nyelven). rusteam.permian.ru. [2021. február 3-i dátummal az eredetiből archiválva]. (Hozzáférés: 2018. április 4.)